# Ringmaster
Ringmaster è il secondo album in studio del gruppo Horrorcore Insane Clown Posse. L'album è uscito il 28 gennaio del 1994, successivamente è stato ristampato nel 1998 e ha vinto il Disco d'oro. La canzone My Fun House campiona Bullet in the Head dei Rage Against the Machine. L'album ha avuto critiche positive da varee riviste.

## Tracce
1. "Wax Museum"
2. "Murder Go-Round"
3. "Chicken Huntin'
4. "Mr. Johnson's Head"
5. "Southwest Song"
6. "Get Off Me, Dog!"
7. "Who Asked You"
8. "The Dead One"
9. "My Fun House"
10. "For the Maggots"
11. "Wagon Wagon"
12. "The Loons
13. "Love Song"
14. "Bugz on My Nutz"
15. "House of Mirrors"
16. "Ringmaster's Word"

## Formazione
- Violent J – voce
- 2 Dope – voce, turntables
- Jumpsteady – voce
- Capitol E – voce
- Mike E. Clark – turntables, produttore